# Рябінін Євген Іванович
Євген Іванович Рябінін (25 грудня 1892, село Маргуші Большепицької волості Нижньогородського повіту Нижньогородської губернії, тепер Дальнєконстантиновського району Нижньогородської області, Російська Федерація — розстріляний 21 квітня 1938, місто Воронеж, тепер Російська Федерація) — радянський державний і партійний діяч, 1-й секретар Воронезького обласного комітету ВКП(б), голова виконавчого комітету Центрально-Чорноземної (Воронезької) обласної ради, відповідальний секретар Тамбовського губернського комітету ВКП(б). Член Центральної Ревізійної Комісії ВКП(б) у 1927—1937 роках.

## Життєпис
Народився в родині селянина-бідняка. У 1904 році закінчив церковноприходську школу в селі Маргушах.
У 1910-1911 роках — учень пічника у підрядника-будівельника в місті Нижньому Новгороді. У 1911-1913 роках — пічник у підрядника-будівельника в місті Самарі. У 1913-1914 роках — пічник-муляр у підрядника-будівельника в місті Бузулук Самарської губернії.
У листопаді 1914 році заарештований за антивоєнну агітацію, з листопада 1914 по лютий 1915 року перебував під арештом у Самарській в'язниці.
У травні — вересні 1915 року — пічник у підрядника-будівельника в місті Самарі.
У вересні — листопаді 1915 року — рядовий 62-го піхотного батальйону російської армії в Нижньому Новгороді. У листопаді 1915 — липні 1917 року — рядовий 93-го обозно-транспортного батальйону російської армії на Західному фронті, учасник Першої світової війни. 
Член РСДРП(б) з березня 1917 року.
З липня по серпень 1917 був у відпустці через хворобу. З серпня по грудень 1917 року — організатор рад, партійний працівник у волості і селі Маргушах Нижньогородського повіту.
У грудні 1917 — червні 1918 року — член Нижньогородської губернської ради, секретар провінційного відділу Нижньогородської губернської ради. У червні 1918 — березні 1919 року — член виконавчого комітету Нижньогородської губернської ради, член колегії цивільної управи Нижньогородської губернської ради.
У березні 1919 — лютому 1920 року — член президії та секретар виконавчого комітету Нижньогородської губернської ради; відповідальний організатор агітаційно-інформаційного відділу Нижньогородського губернського комітету РКП(б); секретар Нижньогородського міського районного комітету РКП(б).
У лютому — вересні 1920 року — член президії виконавчого комітету Нижньогородської губернської ради та завідувач Нижньогородського губернського земельного відділу.
У вересні — листопаді 1920 року — член колегії Рязанського губернського земельного відділу.
У листопаді 1920 — травні 1921 року — член президії виконавчого комітету Тульської губернської ради, голова Тульської губернської ради народного господарства.
У травні 1921 — травні 1924 року — відповідальний інструктор ЦК РКП(б), заступник завідувача організаційно-інструкторського відділу ЦК РКП(б).
У травні 1924 — листопаді 1925 року — слухач Курсів марксизму при Комуністичної академії ЦВК імені Свердлова в Москві.
У листопаді 1925 — липні 1928 року — відповідальний секретар Тамбовського губернського комітету ВКП(б).
З липня 1928 року — член Організаційного бюро ЦК ВКП(б) по Центрально-Чорноземній області.
У липні 1928 — січні 1930 року — завідувач сектора (відділу) із роботи на селі Центрально-Чорноземного обласного комітету ВКП(б) у місті Воронежі.
У січні 1930 — 19 червня 1934 року — голова виконавчого комітету Центрально-Чорноземної обласної ради.
19 червня 1934 — березень 1935 року — голова виконавчого комітету Воронезької обласної ради.
У березні 1935 — 10 липня 1937 року — 1-й секретар Воронезького обласного комітету ВКП(б).
14 серпня 1937 року заарештований органами НКВС у Москві. Засуджений Воєнною колегією Верховного суду СРСР 21 квітня 1938 року до страти, розстріляний того ж дня.
11 серпня 1956 року реабілітований, 19 жовтня 1956 року посмертно відновлений у партії.

## Нагороди
- орден Леніна (15.03.1935)